# Santa Bárbara Hockey Club
Santa Bárbara Hockey Club je športsko društvo iz La Plate, Buenos Aires, Argentina. 
Utemeljen je 20. travnja 1974.
Glavni odjel ovog športskog društva je odjel za hokej na travi, posebice njegov ženski odjel.
Jedna od najpoznatijih igračica ovog kluba je argentinska reprezentativka i dobitnica nagrade Premio Olimpia Laura Maiztegui.

## Vanjske poveznice
- Arhivirana inačica izvorne stranice od 8. lipnja 2009. (Wayback Machine)